# BRIGHTER DAY
《BRIGHTER DAY》為日本歌手安室奈美惠於2014年11月12日發行的第42張單曲，並沒有收錄在安室的任何專輯內。

## 簡介
- 與上張實體單曲《TSUKI》相隔約9個月的新作。封面選用安室手抱著歐石楠的照片。
- 《BRIGHTER DAY》為澤尻英龍華主演的日本富士電視台的日劇《FIRST CLASS 2》主題曲。歌詞也是特別配合連續劇內容所寫的。其中包含「雖然有時會原地踏步，但還是想和你一起，在自己選擇的道路上走下去」的想法。而在音樂錄影帶當中，安室指尖描繪出的軌跡=「自己選擇的道路」，代表任何人都能自由描繪（選擇）應該走的道路；描繪的軌跡如同黃金般閃耀部份，則展現出自己選擇的道路總是最為輝煌[1]。此外，影片中亦出現了先進CX汽車。
- 《SWEET KISSES》為安室本人出演的高絲「OLEO D’ OR」電視廣告曲。PV使用西洋鏡的對稱場景襯托男女情感間拉扯的音樂概念，其中使用了安室立體造型的娃娃[2][3]。
- 《Still Lovin' You》為安室本人出演的高絲 ESPRIQUE 電視廣告曲。
- 先行購入特典為非賣品B2尺寸海報。初回盤附送演唱會「namie amuro LIVE STYLE 2014」追加公演的特別優先預約申請券。

## 發行版本
- CD ONLY
- CD+DVD

## 曲目

### CD
1. BRIGHTER DAY
  - 日劇《FIRST CLASS 2》主題歌
  - 作曲：Erik Lidbom、Ylva Dimberg | 作詞：TIGER | 製作人：Erik Lidbom
2. SWEET KISSES
  - 高絲「OLEO D’ OR」 電視廣告曲
  - 作曲、作詞：Greg Kurstin、KC Livingston、Nicole Morier、Pixie Lott | 製作人：FZ
3. Still Lovin' You
  - 高絲ESPRIQUE 電視廣告曲
  - 作曲、作詞：FAST LANE、Erin Reed、Sky Beatz、Tenesha Blacks、miss-art、Emyli | 製作人：Hiro Doi
4. BRIGHTER DAY（Instrumental）
5. SWEET KISSES（Instrumental）
6. Still Lovin' You（Instrumental）

### DVD
1. BRIGHTER DAY（Music Video）
2. SWEET KISSES（Music Video）